# 일본사회당
일본사회당(일본어: 日本社会党)은 제2차 세계 대전이 끝난 1945년에 무산정당 계열의 정치세력을 규합해 발족한 일본의 사회주의 계열 정당이다. 이 정당은 1947년부터 1948년까지 집권하여 무산정당 역사상 최고의 전성기를 누렸으며, 1955년 이후에는 자민당을 견제하는 제1야당의 역할을 수행했다. 그러나 1990년대에 일본 사회당은 일본 사회의 우경화로 심각한 침체에 빠졌고 결국 1996년에 해산되었다. 당적을 잃은 사회당원들은 신사회당(사회당 좌파 계열)과 사회민주당(사회당 우파 계열)을 각각 창당하였다.

## 역사

### 일본사회당의 출범
제2차 세계 대전 종전 이전에 비공산당계열이던 합법 사회주의 세력이 단결하여 결성하였다. 온건파에서 사회민중당(사민) 계열, 중도파에서 일본노농당(일노) 계열, 급진파에서 일본무산당(일무) 계열이 힘을 모은 것으로, 온건파와 중도파는 사회민주주의, 민주사회주의, 급진파는 마르크스주의적인 사회주의 인식을 가지고 있었다. 일본노농당 계열의 핵심 의원들은 전전 사회주의운동의 한계를 극복하기 위해 천황을 중심으로 한 사회주의의 실현을 위해 군부에 적극적으로 협력하여, 대정익찬회에 합류를 추진하는 의원들도 있었다. 한편 급진파는 천황제를 타도하고, 소련식 마르크스-레닌주의, 스탈린주의를 목표로 하는 이들이 많았다. (일본어 위키백과 번역)
전쟁 이전에도 창당 당시에 당명을 ‘일본사회당’으로 할지 ‘사회민주당’으로 할지 논의하다가 일본어 명칭은 '일본사회당'으로, 영문 명칭은 'Social Democratic Party of Japan (SDPJ)'으로 하는 것으로 결론지었다. 그러나 후에 좌파가 주도권을 잡으면서, 점차 'Japan Socialist Party (JSP)'라는 영문 명칭이 사용되게 되었다. 그 후 다시 우파의 영향력이 강해져 사회민주주의가 당의 노선이 되면서 SDPJ의 영문 명칭을 회복하게 되었다고 한다.
도쿠가와 요시치카 후작 등의 명망가를 추대하려는 의도로 당초의 위원장은 공석으로 되어, 초대 서기장으로는 가타야마 데쓰가 취임했지만, 곧 위원장에 취임하게 된다.

### 원내 제1당으로 부상
일본국 헌법에 의해 치러진 1947년 중의원 총선거에서 143석을 획득해 제1당으로 부상한다. 그 결과 민주당과 국민협동당과 연립하여 가타야마 내각이 출범했다. 하지만 히라노 리키조 농림성 장관이 공직에서 추방된 것을 둘러싸고 우파의 일부가 탈당하고, 당내의 좌파는 공공연하게 내각을 비판하는 등 분열이 끊이지 않았다. 결국 1948년에 가타야마 내각이 당내의 파벌 대립의 선동으로 와해되었다. 니시오 스에히로 내각관방 장관은 좌파의 입각을 인정하지 않았고, 좌파는 사실상 당내의 야당처럼 되어 가고 있었다.
이어 수립된 아시다 히토시 내각에서 사회당은 여당의 자리를 지키며, 일부 좌파의 입각을 인정했지만, 극좌파의 구로다 히사오 등 6명이 예산안에 반대했다는 이유로 제명되는 등, 극좌파와 극우파를 몰아내는 결과를 낳았다. 또한 쇼와전공 사건이 발생해 뇌물 수수로 아시다 총리와 니시오 스에히로 부총리가 체포되면서, 결국 내각이 하야하게 되었다.
제명된 구로다 히사오 등은 12월 3일, 노동자농민당을 결성했다. 1949년 1월 23일의 제24회 중의원 총선거에서는 의석이 48석으로 격감해 여당에서 제2야당으로 추락했으며, 위원장이던 가타야마 데쓰까지 낙선하게 되었다.

### 좌우파의 분열과 총평·사회주의협회의 결성
총선거에서 패배한 후에 열린 제4회 당대회에서 모리토 다쓰오가 당의 성격을 ‘국민정당’으로 규정하고, 의회주의에 근거한 반공을 주창했다. 그러자 이나무라 준조가 혁명에 의해 사회제도를 변혁하며, 때에 따라서는 공산당과의 연합도 불사하는 ‘계급정당’적 성격의 일본사회당을 주장했다. 이 논쟁은 결국 일본에서의 사회주의적 정책의 실현 방향에 대한 논쟁으로 발전했으며, 가쓰마타 세이이치가 제기한 ‘계급적 대중정당’이라는 정의로 결착이 지어지는듯 했다.
하지만 이로 인해 촉발된 좌우 양파의 대립은 심각하게 진행되었고, 1950년 1월 16일에는 좌·우파가 분열하게 된다. 이때는 75일 후인 4월 3일의 당대회에서 다시 통일할 수 있어 대립이 종료된 것으로 보였다. 하지만 곧 대일강화조약의 찬반을 둘러싸고 좌우 양파가 대립하기 시작해, 1951년 10월 24일에 다시 분열된다.
1950년 7월에는 일본노동조합총평의회(총평)가 결성된다. 총평은 노동조합에서 일본공산당의 영향력을 배제하고자 하는 연합군 최고사령부의 주선으로 결성되었기에 초기에는 온건한 색채를 띄고있었다. 그러나 일본 내에서 재군비 논쟁이 과열되면서, 총평 내에는 재군비반대파가 대두해 반미·반정부의 자세를 강화해갔다. 1951년에는 야마카와 히토시 등 전쟁 이전의 마르크스주의 활동가를 중심으로 사회주의협회가 결성되는 등, 이후의 일본사회당을 지탱하는 조직적·이론적 배경의 기반을 형성해갔다.
분열 직전인 1951년에 위원장으로 취임한 스즈키 모사부로는 위원장 취임사에서 “청년이여, 총을 취하지 말게”라고 호소하며 비무장 중립론을 주창했다. 이는 전쟁을 싫어하는 감정이 강했던 당시의 젊은 층에서 부각되며, 분열 이후에도 비무장 중립론을 주창하던 사회당 좌파의 세력을 늘리게 했다. 또한 총평도 사회당 좌파의 약진을 지원했다. 한편 사회당 우파는 재군비에 적극적이었던 니시오 스에히로와 소극적이었던 가와카미 조타로의 대립 등으로 재군비에 대해 명확한 자세를 취하지 못했고, 노조의 지원도 받을 수 없었으므로 세력이 후퇴했다. 이런 과정을 통해 좌파가 당의 전면에 부각되었다.

### 좌우 통일과 1960년의 안보투쟁
사회당 좌우 양파는 1955년 10월 13일에 열린 당대회에서 오랜 분열에 종지부를 찍고 통일을 완수했다. 그러는 동안에도 의석의 확대는 계속되었고, 통일 당시에는 중의원 의석이 156석에 달하고 있었다. 이즈음 보수에서는 자유민주당이 결성되었다. 1956년 참의원 통상선거에서는 새로 선출한 127석 중 자민당이 61석을, 사회당이 49석을 얻어 양당 체제가 견고해졌다. 당시에는 영국과 같은 양당제를 이상적으로 보는 시각이 강했고, 사회당 또한 정권 획득이 가까워진다고 생각하고 있었다. 또한 1957년에는 당의 분열이 완전히 해소되기도 했다.
그러나 1958년 중의원 총선거에서는 후보자의 난립을 억제한 자민당이 287석을, 사회당이 166석을 획득해 주춤하기에 이르렀다. 하지만 이때는 사회당의 최고 의석으로, 유일하게 3분의 1을 넘는 의석을 획득한 선거였다. 1959년 참의원 통상선거에서는 도쿄 선거구에 공천한 후보가 전멸하는 등, 당의 세력이 후퇴했다.
극우파였던 니시오 스에히로는 ‘패한 원인은 계급정당론, 용공, 친중·소 노선’이라고 비판했다. 게다가 미·일안전보장조약의 폐지를 주장하던 사회당에, 조약 개정에 반대한다면 그를 대신하는 안전보장체제를 명확히 할 것이나 안보개정저지국민회의의 주도권을 총평에서 사회당으로 옮긴 뒤 일본공산당을 배제할 것을 요구했다. 결국 니시오 스에히로 및 가와카미 조타로 등의 파벌 일부는 1959년에 연달아 탈당한 뒤, 다음 해에 민주사회당을 결성했다. 이런 배후에는 미국의 지원이 있었음이 밝혀졌다.
결국 사회당은 미·일안전보장조약의 개정을 앞두고, 조약 폐기를 쟁점으로 정권 획득을 노리게 되었다(안보투쟁). 또한 거의 동시에 전쟁 이후 최대의 노동쟁의로 불리는 미쓰이 미이케 쟁의가 일어났다. 이 쟁의와 일본민중들과 기독교계의 사회운동인 안보투쟁에 사회당은 전력을 쏟으며 싸우기 시작한다. 이때 사회당의 청년부를 기초로 한 일본사회주의청년동맹이 결성되었다. 하지만 결국 중앙노동위원회에서 미이케 광산 노동자 측에 현저하게 불리한 조정안을 제시하면서부터 패배가 결정되었고, 새 안전보장조약도 자연스럽게 성립하게 되었다.

### 구조개혁 논쟁과 ‘길’의 채택
민사당이 떨어져 나갔지만, 제1야당의 자리는 여전히 일본사회당이 차지하고 있었으며, 보수세력에 대비되는 혁신세력의 중심으로 건재했다.
1960년의 10월 12일에는 NHK가 기획한 도쿄 히비야공회당 3당수 연설회에서 연설중이던 대표 아사누마 이네지로가 17세의 우익 소년 야마구치 오토야에게 좌측 흉부를 찔려 사망했다. 11월 20일 중의원 총선거를 앞두고 일어났지만, 선거에서 사회당은 145석을 획득했다. 민사당은 17석을 획득했지만, 자민당은 296석으로 의석을 늘렸다.
1958년의 총선거 직후부터 당 내에는 개혁운동이 시작되어, 에다 사부로는 젊은 층의 지지를 받아 지도자의 지위를 확립했다. 곧 안보 투쟁과 미쓰이 미이케 쟁의에 대한 반성으로부터, 점진적인 개혁을 진행시킨 뒤 그 축적된 것으로 사회주의를 실현하자는 ‘구조개혁론’을 제창했다. 에다 사부로는 1962년의 강연에서, 장래의 일본의 목표로 해야하는 미래상으로 이른바 ‘에다 비전’을 제시했다. 이 미래상에는 ‘미국의 평균적인 생활수준과 소련의 철저한 생활보장, 영국의 의회 민주주의, 일본국 헌법의 평화주의를 종합적으로 조정할 때 대중과 맺어진 사회주의가 태어난다’는 내용이 담겨있다. 이것으로 에다는 여론의 압도적인 지지를 받았다.
하지만 사사키 고조 등은 에다의 대두를 경계하기 시작했고, 사사키와 손잡은 사회주의협회의 영향력도 커졌다. 당의 ‘대중화’ 구호와는 반대로, 지도자들은 파벌 싸움에 날이 지고, 사회당은 오로지 사회주의협회와 총평의 조직력에만 의존하는 체질이 되어갔다. 1964년에는 사회주의협회의 영향이 크게 작용한, 사실상의 강령 ‘일본에 있어서의 사회주의에의 길’(통칭 길)이 채택되었다. ‘길’은 1966년에 보정되어, 사실상 프롤레타리아 독재를 긍정하는 표현을 포함시키기에 이르렀다.
사회당은 사회민주주의 정당으로 사회주의 인터내셔널에 가맹하고 이었지만, 사민주의는 좌파를 중심으로 ‘자본주의 체제를 인정한 개량주의에 지나지 않는다’고 매우 적대시 되었다. 좌파는 체제의 개혁이 아닌, 자본주의 체제 자체를 타도하려는 혁명을 지향하고 있었으며, 사민주의로의 전환은 자본주의에의 패배로 간주되었던 것이다. 이것은 극우파가 민사당으로 떠나 좌파의 힘이 강해진 때문이기도 하고, 당내의 우파가 적극적으로 사민주의를 주장할 수 없게 된 원인이 되었다. 그 결과 일본사회당은 사회주의 인터내셔널에 가맹한 정당이면서, 소련이나 중국 등의 제2세계 국가와 친근함을 나타내는 특이한 강령을 가진 정당이 되었다. 사회당 간부는 소련이나 중국에는 우호 방문을 반복하는 한편, 미국에 대해서는 베트남 전쟁에 항의하거나 사죄하라고 대사관을 통해서만 전달하는 등의 편향적인 대외 교류정책을 취해 사실상 중립정책을 폐기하고 있었다. 또한 사회주의 인터내셔널은 미국의 베트남 전쟁을 지지했기 때문에, 사회당은 어느 기간은 회비를 납부하지 않기도 했다고 한다. 하지만 탈퇴는 하지 않았다.

### 정체에서 낮은 하락세로
고도 경제 성장과 함께 농촌의 인구가 도시로 이동하는 것은 계속되었으므로, 노동조합을 지지기반으로 하는 사회당의 의석이 증가할 것이라고 예측되었으며, 사회당 또한 선거마다 후보자를 늘리고 있었다. 하지만 1963년의 중의원 총선거에서는 1석이 감소한 144석, 1967년 중의원 총선거에서는 4석이 감소한 140석으로 대부분의 예상과 달리 세력이 정체했다거나, 미묘하게 감소하고 있었다. 그럼에도 사회당은 정체의 원인을 찾기보다 내부의 파벌싸움에 에너지를 소비할 뿐, 이 정체기에 대처하지 못했다.
일본의 저널리스트, 이시카와 마스미는 이러한 정체를, 새로 도시에 유입된 사람은 상당부분이 상시 기권층으로 전락하며, 일부는 공명당이나 일본공산당 등 지역을 보살피는 데 열중하는 정당에 흡수되어 갔다. 도시에서는 점차 다당화 현상이 현저해졌다. 이를 두고 다나카 젠이치로 등은 이시기의 자민당이 후보를 줄였으며, 야당은 후보를 늘려 결과적으로는 야당의 표가 증가했다는 분석도 있다. 그러나 결국 도시지역에서 사회당 지지자가 감소했다는 것은 공통된 지적이다.
1969년 중의원 총선거에서는 후보자를 26명이나 줄였지만, 의석은 전의 선거에 비해 50석이나 줄어든 90석으로 급감했다. 이시카와 마스미는 또한 이러한 현상을, 사회주의에 불리한 사건들이 일어난 것 때문에 사회당에 진저리가 난 지지층이 대부분 기권했기 때문이라고 분석했다. 하지만 1970년대 전반에는 위원장 나리타 도모미와 서기장 이시바시 마사시를 중심으로 잃어버린 의석을 어느 정도 회복하기도 했다.
55년 체제가 성립한 당시는 사회당도 정권 획득을 목표로 했으며, 지지자의 상당수도 사회당 정권을 바라고 있었다. 그러나 자민당의 일당 우위체제가 지속되면서, 사회당의 정권 획득에 대한 열망은 희미해지기 시작했다. 노동조합을 기반으로 한 사회당이지만, 사회 구조가 변화하면서 유권자들은 사회주의에 흥미를 잃기 시작했고, 사회당 또한 현상 유지에 급급하면서 장기적으로는 낮은 하락세를 보이기 시작했다. 사회당은 ‘만년 야당’으로 불리며, 지지자들 또한 자민당 정권이 지속되는 것을 전제로 하는 인식이 퍼지기 시작했다. 특히 도시지역에서 사회당이 밀려나기 시작한 것은 상당해, 도쿄도 의회에서는 자민당 뿐만 아니라 공명당과 일본공산당에도 의석이 미치지 못해 제4당으로 전락했다. 그나마 지방에서는 자민당과 사회당의 양당 체제가 유지되었기 때문에, 사회당은 도시형 정당에서 농촌형 정당으로 전락해 갔다.

### 혁신 지자체와 사회주의협회 세력의 대두
1970년대에 들어서면서 사회당은 일본공산당까지 포함한 모든 야당의 공동투쟁 노선을 취해, 지자체에서 공산당과 함께 선거를 진행시켰다. 그 결과 도쿄도, 오사카부 등 각지에서 혁신 지자체의 수장이 탄생했다. 이런 혁신 지자체들은 사회 복지의 강화 등 일정한 결과를 남겼지만, 재정의 악화를 불렀다는 비판도 받고있다. 이런 가운데 일본사회주의청년동맹에 세력을 가지고 있던 극좌파를 배제하면서 사회주의협회의 영향력이 조직에서도 강해지기 시작했다. 사키사카 이츠로를 지도자로 한 당시의 사회주의협회는 마르크스나 레닌 등의 저작을 절대시하면서, 소련을 ‘사회주의의 조국’으로 생각하며 체코 침공을 공공연하게 지지하는 등, 사회당이 제시한 당시의 중립정책이 용납할 수 없는 지경에까지 이르렀다. 친소 경향의 사회주의협회 세력이 확대되면서, 사사키 고조 등은 예전에 적대시하던 에다 사부로와 연합하면서, 이후 사회주의협회 세력과 반협회 세력의 대립은 격화되어 갔다.

### 협회 규제와 ‘신선언’
1976년 중의원 총선거에서 자민당이 무소속 보수계 의원들의 공인으로 과반수를 확보했지만, 당 자체의 의석 확보는 처음으로 과반수를 넘지 못해, 정권 교체가 도마위에 오르게 되었다. 하지만 사회당 내의 분란은 계속되어, 에다 사부로는 ‘1977년의 당대회에서 사회주의협회 세력이 대의원 다수를 억제해, 부위원장을 해임시킨 것 때문에 사회당에 절망했다’며 탈당해, 사회시민연합을 결성했다. 이와 함께 1977년 참의원 통상선거에서도 저조한 성적을 기록해, 위원장 나리타 노모미 등이 사퇴했다. 결국 협회 규제가 행해져, 철저하게 이론집단으로만 머물 것을 맹세하게 해 사회주의협회의 활동에 제동을 걸 수 있었다.
이후 총평도 변화하기 시작해, 1980년대 이후의 사회당은 일본공산당은 제외하고, 민사당과 공명당 등의 중도 세력과 함께 연립정권을 구상하기 시작했다. 하지만 지지자들마저 자민당 정권이 자명한 것으로 인식하기 시작했으며, 공명당과 민사당은 공식적으로는 사회당과의 사-공-민 노선을 취하면서도, 자민당과의 연립정권을 노리게 되었다. 의석수는 여당과 야당이 비슷해졌지만, 유권자들의 의식에서는 자민당 정권의 안정성이 강해지고 있었던 것이다. 1980년의 중의원·참의원 동시선거에서는 자민당이 크게 승리했지만, 1983년 중의원 총선거에서는 다시 여당과 야당이 비슷해졌다. 그러나 사회당의 의석은 소폭 증가한 것에 머물렀다.
1986년에는 격렬한 논쟁 끝에 이시바시 마사시 위원장이 ‘길’을 ‘역사적 문서’로 보류함으로써 사실상 폐기되었다. 그리고 새로운 강령인 '일본사회당의 신선언'이 채택되었다. 여기서 처음으로 폭력혁명을 원천적으로 막아, 의회 정당의 지위를 확립하게 되었다. 하지만 이것도 표결을 통한 것이 아닌 만장일치로 채택하는 것에 집행부가 얽매여, 구노선을 계승한다고도 해석되는 추가 결의를 타협의 산물로 덧붙였기 때문에, 노선 전환이라는 의식이 당 전체에 명확하게 공유되었다고는 할 수 없다. 명확한 의미로의 노선 전환은 무라야마 내각 성립에 이르러서야 이루어졌다.

### 마돈나 선풍의 고조와 쇠퇴
‘신선언’이 채택된 이후에도 하락세는 멈추지 않았고, 1986년의 중의원·참의원 동시선거에서는 중의원의 의석이 85석으로, 이전의 선거보다 27석이 줄어들게 되었다. 이후 1986년 9월 8일, 도이 다카코가 위원장으로 취임하면서 일본의 의회 정당으로는 최초로 여성 당수가 탄생했다.
도이 다카코의 인기와 함께, 소비세 도입으로 늘어난 정부에 대한 불만을 끌어안은 사회당은 1989년 참의원 통상선거에서 46석을 획득해, 36석을 획득한 자민당보다 많은 의석을 차지했다. 사상 최초이자 최후가 된 사회당의 참의원 제1당으로의 등극에는, 여성후보를 적극적으로 공천했기 때문에 붙여진 '마돈나 선풍'의 영향도 컸다. 도이 다카코는 자민당의 의석이 무너진 것을 두고, “산이 움직였다”고 표현했다.
1990년 중의원 총선거에서는 1960년대 후반 수준인 136석을 획득해 다시 약진했지만, 자민당도 추가 공인을 포함해 안정적인 286석을 획득했다. 사회당은 선거에서 표면상으로는 정권 교체의 실현을 내걸었지만, 결국 사회당의 증가한 의석은 자민당이 아닌 다른 야당에서 나온 것이었다. 또한 격렬한 파벌 싸움과는 달리, 선거에서의 긴 시간 동안 보여준 소극적인 모습이 사회당의 체력을 빼앗고 있었다는 것을 보여준다. 그러나 사회당 내에서는 정권 교체에는 실패했지만, 의석수를 회복했다는 안도감이 크게 작용해, ‘사회당은 정권 획득의 의지가 없는 만년 야당으로 만족한다’는 비판을 받았다. 게다가 사회당의 단독 승리는 이에 불만을 가진 민사당과 공명당의 이탈을 불렀다.
걸프 전쟁을 둘러싸고, 일본이 국제적으로 어떠한 공헌을 해야 하는지에 대한 논의가 정치적인 문제로 부상했지만, 사회당은 정부안에 대한 반대만을 강조했으며, 상당수 국민이 납득할 수 있는 구체적인 제안을 보여주지 못해 실망을 불렀다. 이와 함께 민사당과 공명당과의 협조를 중시하는 일본노동조합총연합회 등의 노조 간부와의 마찰도 강해져 도이 집행부의 구심력은 급속히 저하되었다. 결과적으로 1991년의 지방선거에서 공전의 패배를 기록해, 도이 다카코는 그 책임을 지고 위원장 직에서 물러났다.
위원장 선거에는 다나베 마코토와 우에다 데쓰가 입후보했다. 노동조합을 뒤에 업고, 유력한 우승후보로 주목받은 다나베가 유리하다는 관측이 우세했지만, 호헌·평화노선의 유지를 주장하는 우에다가 일반 당원들의 큰 지지를 얻었다. 다나베는 노조로부터의 집단 입당자의 표로 간신히 승리하게 되었지만, 이 결과는 이후의 당 집행부에 큰 족쇄로 작용하게 되었다.

### 다나베 집행부와 PKO법안
새로 취임한 다나베 마코토 위원장은 자민당의 간마루 신과 가깝다는 평을 들었다. 그러나 1992년, ‘국련(UN)평화협력법안’, 일명 PKO법안에는 표결시에 의도적으로 의사진행을 지연시키는 등 강경한 반대를 취했다. 자민당과 공명당, 민사당의 3당은 문민에 의한 별도의 조직을 만드는 것에 합의했으므로, PKO법안이 순조롭게 성립할 것으로 보였다. 그러나 자민당의 본심은 자위대의 해외 파병을 목적으로 한 법안이었다. 그때문에 민사당과 공명당이 동의하자 곧 별도 조직안을 폐기했다. 이때문에 사회당은 PKO법안 자체에 반대했던 강경파가 주도권을 잡았던 것이다.
민사당과 공명당은 자민당과 함께 내각신임안을 가결시키는 등 실질적으로는 여당이 되어있었다. 사회당은 모든 중의원 의원의 사직까지 고려했지만, 최종적으로는 저항을 단념했으므로 PKO법안 반대파와 찬성파 쌍방에 나쁜 인상을 남겼다. 그리고 7월 26일의 참의원 통상선거에서는 자민당이 승리해, 사회당은 대패했다. 집행부는 의석을 확보한 것에만 주목해 그런대로 나쁘지 않은 결과라고 항변했지만, 결국 다나베 집행부는 퇴진하고, 야마하나 사다오가 후임 위원장이 되었다.

### 호소카와 연립내각의 출범과 무라야마 내각
1993년의 중의원 총선거에서는 70석을 확보해 대패했고, 도쿄도에서는 11석에서 1석으로 격감하는 등, 도이 다카코 위원장이 일으킨 열풍으로 얻은 의석을 완전히 잃었을 뿐만 아니라, 55년 체제 이후 최악의 결과가 되었다.
총선거 후에는 야마하나 사다오가 패배의 책임을 지고 물러났으며, 무라야마 도미이치가 위원장으로 취임하게 되었다. 이어 자민당이 분열하면서 탄생한 호소카와 모리히로 내각에 연립 여당으로 참여했다. 호소카와 총리가 퇴진한 후에는 신생당·공명당과 대립하면서 연립에서 이탈한다는 이야기도 있었지만, 결국은 같은 구성으로 하다 쓰토무 내각 참여에 합의했다. 그러나 총리 지명 이후, 연립 여당의 일원이었던 민사당이 사회당을 제외한 여당에 통일 회파의 결성을 호소하자 이에 크게 반발한 무라야마 위원장이 하다 내각에서의 이탈을 선언했다. 결국 소수 여당으로 하다 정권은 2개월 만에 막을 내리게 되었다.
1994년 6월, 연립여당은 자민당의 가이후 도시키 전 총리를 수반으로 옹립해 자민당의 분열을 노렸다. 하지만 자민당은 이에 대해 무라야마 도미이치 사회당 위원장을 수반으로 하는 연립정권의 수립을 결정하고, 사회당 또한 당수가 수반이 되는 것에는 저항하지 않았고, 가이후를 지지한 의원도 극히 드물었다. 정권 탈환에 적극적이던 자민당 또한 마찬가지였으므로, 결선투표를 통해 무라야마가 총리로 지명되었다. 이렇게 해서 자유민주당과 신당 사키가케, 일본사회당이 연립한 무라야마 내각이 발족했다.
무라야마 도미이치는 총리로 취임한 직후의 국회 연설에서 안보조약을 긍정하고, 비무장 중립정책의 폐기 등을 표명했다. 이것은 이제까지 지속된 당노선에서 180도 변화한 것으로, 일방적으로 선언한 것이었다. 이로 인해 당의 구심력이 떨어져, 분당이나 해산에 관한 논의가 일어나기 시작했다. 이어 1995년의 참의원 선거에서 일본사회당이 크게 패하면서, 결국 1996년 1월 11일에 무라야마 내각이 총사직하게 되었다. 이어 1월 19일에 당의 명칭을 사회민주당으로 개칭하였다.

### 군소정당으로 전락
중의원 선거제도가 소선거구제와 비례대표제를 함께 이용하는 것으로 변경되었고, 안팎의 사정도 달라져 1996년의 중의원 선거에서 사민당 단독으로 의석을 획득하는 것은 힘들다고 예상되었기 때문에, 신당 사키가케와의 합병이나 신당을 창당해 합류하는 것 등의 논의가 끊이지 않았다.
결국 간 나오토 등이 중심이 되어, 새 선거구에 의한 선거를 치르기 위해 실시된 중의원 해산 직전에 민주당을 결성하게 되었으며, 사민당은 민주당으로 참가하기로 했지만 곧 참가 의견을 철회하였다. 하지만 간사장이었던 사토 간쥬 등을 포함하여 반 이상의 국회의원이 사민당을 떠나 민주당 결성에 참가하게 되었다. 또한 일부 당내 좌파는 탈당하여 신사회당을 결성하였다. 결국 남아있던 당대표 무라야마 도미이치는 선거를 앞두고 1996년 9월, 도이 다카코를 당수로 추대하고 10월 20일의 제41회 중의원 총선거에 임하게 되었다. 사민당을 지지하던 노동조합의 대부분은 민주당 지지로 돌아섰지만, 아직 지방조직의 상당수는 사민당을 지지하고 있었다.
결국 사회민주당은 선거전 일본사회당의 70석에서 15석으로 의석이 급감하게 되었다. 55년 체제 이후 제1야당의 자리를 고수하였던 일본사회당의 역사는 이로써 막을 내렸다.

## 일본사회당의 역사적 역할
일본사회당이 분열되었다 다시 합친 1955년 이래 자유민주당과 함께 55년 체제의 한쪽 날개를 담당했지만, 결국 독자적으로는 정권을 취하지 못하고 쇠퇴했으며, 마지막에는 분열되어 상당수가 민주당으로 갈라졌다. ‘신선언’으로 노선을 전환하는 시도는 했지만, 결국 그에 기초한 정책과 운동방침은 ‘신선언’을 추진한 사람조차 제시하지 못했으므로, 독일 사회민주당처럼 노선전환을 통해 정권을 획득하지는 못했던 것이다.
또한 독일 사회민주당은 마르크스주의를 대신해 사회민주주의 이념을 구축하는 데 끊임없이 노력해 당의 조직 개혁에도 힘을 쏟았지만, 일본사회당은 지도부가 형성한 사회주의협회등 사실상의 공산주의를 내건 좌파와, 그에 실망해 당을 떠난 에다 사부로 등 반공적이고 현실적 사회개혁을 목표로 한 우파의 충돌이나 친소련파와 친중국파의 대립등으로 이념의 구축이나 당조직 개혁등에는 거의 뜻을 두지 않았던 것을 뒤늦게 절감하게 된 것이다. 결국 일본에서는 중도좌파나 사회민주주의 세력은 붕괴해, 서유럽의 사민주의 정당처럼 중도우파·보수주의 정당과 정권을 교대하는 세력으로는 발전할 수 없었던 것이다.
고도 경제 성장으로 풍족해진 국민들에게 사회당이 내건 사회주의 이데올로기 또한 매력적으로 작용하지는 않았으며, 소련이나 동유럽의 사회주의 붕괴는 이미지 상으로도 그 매력을 완전히 잃게 하는 계기가 되었다. 일본사회당은 본래 교조적인 사회주의를 대신해 일본에 맞는 사회주의를 구성했어야 했는데도 불구하고, 그를 실행하려 하지 않았던 것이다.
그 생명의 끝을 앞당긴것은 아이러니하게도 라이벌이었던 자민당의 분열이었다. 원래대로라면 비자민 세력에서는 제1당인 사회당의 야마하나 사다오가 비자민 세력을 결집해 내각을 조직하는 책무가 있었다. 그러나 그를 위한 어떤 정책 구상도 가지고 있지 않았던 야마하나나, 마찬가지로 어떠한 구상도 없이 절호의 호기를 살리지 못하고 호소카와 모리히로나 하다 쓰토무를 총리로 옹립한 사회당 또한 정권을 담당할 능력이 없다는 사실을 내외에 알린 것이나 다름없는 것이다. 이것이 자민당을 대신하는 새로운 정치를 요구하던 사람들의 기대를 실망으로 바꾸어 사회당의 끝을 앞당기는 계기가 되었다. 거기에다 자민당과의 연립을 통해 무라야마 내각을 수립한 것은 오랜 지지자들마저 사회당에 등을 돌리게 만들었다. 도이 다카코마저 이에 반대하지 않고, 중의원 의장으로 자민-사민-사키가케 연립내각에 협력해버렸으므로, 이후에 연립을 해소하고 자민당을 비판해도 설득력이 없는 것이다.
일본사회당의 존재는 전쟁 이후 민주주의를 옹호하고, 평화를 유지하며, 노동자의 생활 수준을 향상시키고, 사회복지를 진전시키는 등의 역할을 완수해 일본이 안정적인 사회발전을 이룰 수 있는 기초를 만드는 데 기여했다는 견해도 있다. 또한 비무장 중립론을 내건 사회당의 존재 덕분에 자민당이 미국에 대해 과도한 군사력 증강을 요구할 수 없었으며, 경무장 노선을 계속하게 되었다는 측면도 있다. 그러나 55년 체제는 결국 자민당과 사회당이 지지단체의 권익 배분에 노력하게 만든 공생 시스템이었다는 측면도 부정할 수 없다. 특히 55년체제 말기에는 일본사회당이 안이하게 노조에 의존해, 독자적인 지지세력의 확립을 더욱 등한시하는 바람에 단순히 노조의 이익 대변자로 전락한 것은 유권자가 일본사회당에서 멀어지는 요인이 되었다.

## 역대 일본사회당 위원장
| 대수                          | 이름              | 임기                               |
| ----------------------------- | ----------------- | ---------------------------------- |
| 1대                           | 가타야마 데쓰     | 1946년 9월 28일 ~ 1950년 1월 16일  |
| -                             | 아사누마 이네지로 | 1950년 1월 16일 ~ 1951년 1월 19일  |
| 일본사회당 위원장 (좌파)      |                   |                                    |
| -                             | 스즈키 모사부로   | 1951년 1월 19일 ~ 1955년 10월 12일 |
| 일본사회당 위원장 (우파)      |                   |                                    |
| -                             | 가와카미 조타로   | 1953년 1월 18일 ~ 1955년 10월 12일 |
| 일본사회당 위원장 (좌우 통일) |                   |                                    |
| 2대                           | 스즈키 모사부로   | 1955년 10월 13일 ~ 1957년 3월 23일 |
| 3대                           | 아사누마 이네지로 | 1960년 3월 23일 ~ 1960년 10월 12일 |
| -                             | 에다 사부로       | 1960년 10월 12일 ~ 1961년 3월 6일  |
| 4대                           | 가와카미 조타로   | 1961년 3월 6일 ~ 1965년 5월 6일    |
| 5대                           | 사사키 고조       | 1965년 5월 6일 ~ 1967년 8월 19일   |
| 6대                           | 가쓰마타 세이이치 | 1967년 8월 19일 ~ 1968년 10월 4일  |
| 7대                           | 나리타 도모미     | 1968년 10월 4일 ~ 1977년 9월 26일  |
| 8대                           | 아스카타 이치오   | 1977년 9월 26일 ~ 1983년 9월 7일   |
| 9대                           | 이시바시 마사시   | 1983년 9월 7일 ~ 1986년 9월 8일    |
| 10대                          | 도이 다카코       | 1986년 9월 8일 ~ 1991년 7월 31일   |
| 11대                          | 다나베 마코토     | 1991년 7월 31일 ~ 1993년 1월 19일  |
| 12대                          | 야마하나 사다오   | 1993년 1월 19일 ~ 1993년 9월 25일  |
| 13대                          | 무라야마 도미이치 | 1993년 9월 25일 ~ 1996년 1월 19일  |

## 역대 선거 결과

### 중의원
| 선거        | 의석                        | 득표율                  |
| ----------- | --------------------------- | ----------------------- |
| 1946년 선거 | 93 / 468                    | 17.90%                  |
| 1947년 선거 | 143 / 466                   | 26.23%                  |
| 1949년 선거 | 48 / 466                    | 13.50%                  |
| 1952년 선거 | 좌파 54 / 466 우파 57 / 466 | 좌파 9.62% 우파 11.63%  |
| 1953년 선거 | 좌파 72 / 466 우파 66 / 466 | 좌파 13.05% 우파 13.52% |
| 1955년 선거 | 좌파 89 / 466 우파 67 / 466 | 좌파 15.35% 우파 13.86% |
| 1958년 선거 | 166 / 467                   | 32.94%                  |
| 1960년 선거 | 145 / 467                   | 27.56%                  |
| 1963년 선거 | 144 / 467                   | 29.03%                  |
| 1967년 선거 | 140 / 486                   | 27.88%                  |
| 1969년 선거 | 90 / 486                    | 21.44%                  |
| 1972년 선거 | 118 / 491                   | 21.90%                  |
| 1976년 선거 | 123 / 511                   | 20.69%                  |
| 1979년 선거 | 107 / 511                   | 19.71%                  |
| 1980년 선거 | 107 / 511                   | 19.31%                  |
| 1983년 선거 | 112 / 511                   | 19.49%                  |
| 1986년 선거 | 85 / 512                    | 17.23%                  |
| 1990년 선거 | 136 / 512                   | 24.39%                  |
| 1993년 선거 | 70 / 511                    | 15.43%                  |

### 참의원
| 선거        | 의석                        | 득표율               |
| ----------- | --------------------------- | -------------------- |
| 1947년 선거 | 47 / 250                    | 16.36%               |
| 1950년 선거 | 36 / 250                    | 17.34%               |
| 1953년 선거 | 좌파 18 / 250 우파 10 / 250 | 좌파 14.3% 우파 6.4% |
| 1956년 선거 | 49 / 250                    | 29.89%               |
| 1959년 선거 | 38 / 250                    | 26.5%                |
| 1962년 선거 | 37 / 250                    | 24.2%                |
| 1965년 선거 | 36 / 250                    | 23.4%                |
| 1968년 선거 | 28 / 250                    | 19.8%                |
| 1971년 선거 | 39 / 252                    | 21.3%                |
| 1974년 선거 | 28 / 252                    | 15.2%                |
| 1977년 선거 | 27 / 252                    | 17.3%                |
| 1980년 선거 | 22 / 252                    | 13.1%                |
| 1983년 선거 | 22 / 252                    | 16.3%                |
| 1986년 선거 | 20 / 252                    | 17.2%                |
| 1989년 선거 | 46 / 252                    | 35.05%               |
| 1992년 선거 | 22 / 252                    | 17.76%               |
| 1995년 선거 | 16 / 252                    | 16.92%               |

## 같이 보기
- 일본의 정당
- 사회민주당
- 도이 다카코
- 무라야마 도미이치